# Micropanope sculptipes
Micropanope sculptipes är en kräftdjursart som beskrevs av William Stimpson 1871. Micropanope sculptipes ingår i släktet Micropanope och familjen Xanthidae. Inga underarter finns listade i Catalogue of Life.